# Berg (Turgovia)
Berg es una comuna suiza situada en el distrito de Weinfelden, en el cantón de Turgovia. Tiene una población estimada, a fines de 2022, de 3523 habitantes.